# Sputnik Sweetheart
Sputnik Sweetheart (jap. スプートニクの恋人 Supūtoniku no koibito) – powieść japońskiego pisarza Harukiego Murakamiego.

## Treść
Narrator, młody nauczyciel literatury, jest zakochany w początkującej powieściopisarce – Sumire. Ona jednak darzy uczuciem Miu – swoją pracodawczynię, niemal dwukrotnie starszą od niej. Chce być jak najbliżej ukochanej, dlatego też rzuca pisarstwo, by zostać sekretarką Miu. Obie kobiety wyjeżdżają do Grecji na wakacje. Miu wyjawia Sumire straszne przeżycie ze swej przeszłości. Niedługo później Sumire znika, nie zostawiwszy żadnej informacji. Miu kontaktuje się z przyjacielem Sumire, ponieważ wie, że nie miała ona przed nim żadnych tajemnic. Ten przyjeżdża, by pomóc w odnalezieniu Sumire. Poszukiwanie rozwiązania zagadki na podstawie nielicznych śladów, jak na przykład pełen niejasności dziennik Sumire, stały się dla Murakamiego pretekstem do przedstawienia wzruszającego studium miłości, seksualności i przyjaźni.

## Wydania
- Po raz pierwszy wydana w 1999 roku, w Polsce przez Wydawnictwo Muza w 2003 roku.
- Ta książka zapoczątkowała cykl wydawniczy, w którego skład wchodziły ponadto Na południe od granicy, na zachód od słońca oraz Przygoda z owcą.